# 70. Sinfonie (Haydn)
Die Sinfonie Nr. 70 in D-Dur komponierte Joseph Haydn im Jahr 1779 während seiner Anstellung als Kapellmeister beim Fürsten Nikolaus I. Esterházy.

## Allgemeines

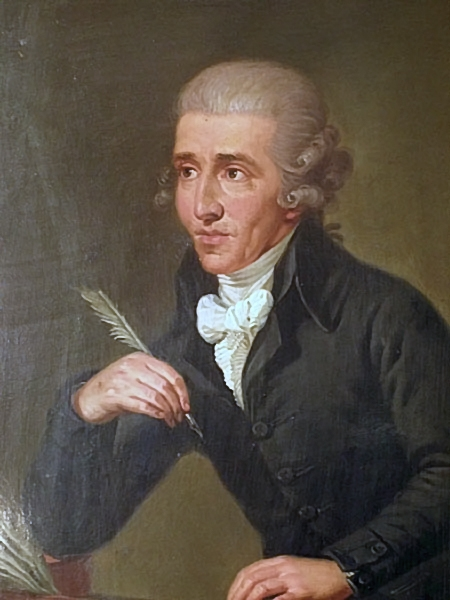
Joseph Haydn (Gemälde von Ludwig Guttenbrunn, um 1770)

Das Autograph der Sinfonie ist verschollen, vermutlich wurde es beim Brand des Theaters von Schloss Esterházy im November 1779 zerstört. Die früheste der Abschriften der Stimmen für die Erste Violine trägt das Datum „779 die 18tn Xbris“ (18. Dezember 1779). An diesem Tag fand die Grundsteinlegung für das neue Opernhaus statt. Teilweise wird angenommen, dass die Sinfonie aus diesem Anlass geschrieben wurde und am 18. Dezember 1779 ihre Uraufführung stattfand. Weiterhin beging der Fürst an diesem Tag seinen 65. Geburtstag, was auch als Anlass für eine Aufführung der Sinfonie in Frage kommt. Der Annahme, dass es sich dabei um die Uraufführung handelte, wird entgegengehalten, dass der datierte Stimmensatz offenbar nicht die früheste Abschrift des Werkes ist.
Die Sinfonie Nr. 70 ist durch ihre starke polyphone Arbeit insbesondere im zweiten und vierten Satz gekennzeichnet. Der vierte Satz stellt eine (Tripel-)Fuge dar. Bereits in früheren Sinfonien verwendete Haydn polyphone Mischformen im letzten Satz, z. B. bei Nr. 3, Nr. 13, Nr. 40, später auch bei Nr. 95.
Weiterhin fällt die Sinfonie durch ihre Dur-Moll – Gegensätze auf, insbesondere im Andante. Dieser Kontrast zwischen dem ernsten bzw. „gelehrten“ und dem leichten bzw. „galanten“ Stil war für die Musik des 18. Jahrhunderts von Bedeutung. Durch ihren hohen musikalischen „Gehalt“ hebt sich das Werk von Haydns anderen Sinfonien dieser Zeit, die nach H. C. Robbins Landon schemaartig ähnlich wie „Briefmarken aus einem Automaten“ komponiert wurden und eine gewisse Oberflächlichkeit aufweisen, ab.

## Zur Musik
Besetzung: Querflöte, zwei Oboen, Fagott, zwei Hörner in D, zwei Trompeten in D, Pauken, zwei Violinen, Viola, Cello, Kontrabass. Über die Beteiligung eines Cembalo-Continuos in Haydns Sinfonien bestehen unterschiedliche Auffassungen. Haydn hatte das Werk zunächst ohne Pauken und Trompeten geschrieben, und in dieser Fassung ging es 1782 auch in Druck. Erst später fügte er die Stimmen für die beiden Instrumente nach.
Aufführungszeit:  ca. 20 Minuten (je nach Einhalten der vorgeschriebenen Wiederholungen).
Bei den hier benutzten Begriffen der Sonatensatzform ist zu berücksichtigen, dass dieses Schema in der ersten Hälfte des 19. Jahrhunderts entworfen wurde (siehe dort) und von daher nur mit Einschränkungen auf die Sinfonie Nr. 70 übertragen werden kann. – Die hier vorgenommene Beschreibung Gliederung der Sätze ist als Vorschlag zu verstehen. Je nach Standpunkt sind auch andere Abgrenzungen und Deutungen möglich.

### Erster Satz: Vivace von brio
D-Dur, 3/4-Takt, 179 Takte

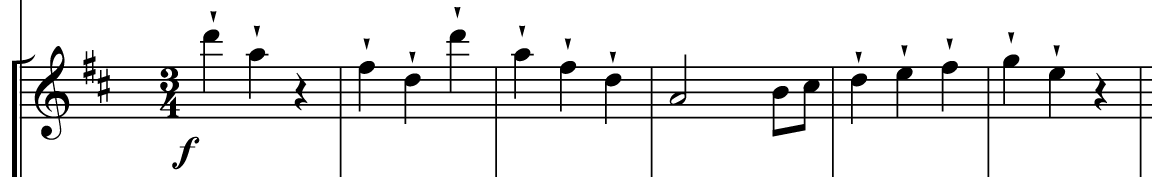
Erstes Thema des Vivace con brio: D-Dur – Dreiklang (Motiv 1) und aufsteigende Linie (Motiv 2)

Der ouvertürenartige, energische Satz beginnt fanfarenartig im Forte-Unisono mit dem achttaktigen Hauptthema im Staccato. Das Hauptthema basiert auf dem D-Dur – Dreiklang, der anfangs einmal mit (Takt 1–2) und einmal ohne (Takt 2–3) Pause gespielt wird. Dabei ist auffällig, dass das Thema abtaktig beginnt, jedoch kann das D bei der Wiederholung des Dreiklangs (drittes Viertel von Takt 2) auch auftaktig zu Takt 3 gehört werden. Das zweite Motiv des Themas ist eine aufsteigende Linie („Frage“, Takt 4–6), die von einer fallenden Linie (Motiv 3, Takt 7–8) beantwortet wird.
Die ersten beiden Motive werden nun piano von den Violinen wiederholt (allerdings um den ersten Eingangsdreiklang verkürzt sowie mit Legato-Einlage), wieder beantwortet von der energischen Schlusswendung (Motiv 3). Die Überleitung (Takt 15 ff.) lässt zunächst den durch die Pause unterbrochenen Eröffnungsdreiklang in einer Piano-Passage im Dialog zwischen 1. Violinen und Viola / Bass auftreten unter durchlaufender Achtelbegleitung der 2. Violine. Takt 23 wechselt abrupt zu einem Forte-Tutti-Block mit energischer, tremoloartiger Tonrepetition und einer aus Motiv 2 abgeleiteten Wendung mit Akzent auf der ersten Zählzeit, die zunächst in den Violinen, dann auch in den übrigen Instrumenten erscheint. Drei Forteschläge und eine Pause kündigen das zweite Thema an.
Dieses (Takt 43 ff.) steht erwartungsgemäß in der Dominante A-Dur und wird von den Streichern piano vorgetragen. Der Vordersatz greift die abwärts gehenden Intervallschritte (Quarte, Terz) vom Hauptthema wieder auf, wobei Viola und Bass um einen Viertelschlag später als die Violinen einsetzen. Der Nachsatz bekommt durch die durchgehende Viertelbewegung mehr wiegenden Charakter. In Takt 51 geht die Dreiklangsbewegung dann in einen Forte-Block des ganzen Orchesters über, der den Grundton der Dominante A durch mehrfache Wiederholung mit Akzent energisch betont.
Die Schlussgruppe (Takt 61 ff.) besteht im ersten Teil aus einem sechstaktigen Frage-Antwort – Motiv (fast schon ein Thema), das die Streicher piano spielen und mit Vorschlägen verziert wiederholen. Der zweite Teil stellt sich wieder als dazu kontrastierender Forte-Tutti-Block dar, bei dem die viertaktige Schlussfloskel zunächst in gleichmäßigen Staccato-Vierteln, dann in Achteln aufgelöst gespielt wird.
Die Durchführung (Takt 83 ff.) beginnt unerwartet mit einer vierfachen Unisono-Wiederholung von C. Im eigentlichen Verarbeitungsteil spielen die Streicher versetzt den (von der Pause unterbrochenen) Eröffnungsdreiklang, wobei auf jeder Zählzeit des Taktes ein Instrument einsetzt (dadurch wird der gefühlte Taktschwerpunkt auf der 1. Zählzeit des 3/4-Taktes gelockert). Haydn moduliert in dieser Passage über D-Dur, e-Moll, C-Dur, A-Dur und Fis-Dur nach h-Moll, wo die heftige Bewegung schließlich als Fermate zum Ruhen kommt. Es folgt ein kurzer Überleitungsabschnitt mit klopfender, gleichmäßiger Tonrepetition in den Streichern, der in die Reprise ab Takt 120 mündet.
Die Reprise ist gegenüber der Exposition insgesamt verkürzt (u. a. Fehlen des zweiten Themas) und teilweise verändert: Ab Takt 133 stellt Haydn eine Variante von Motiv 2 des Hauptthemas durch dessen versetzten Einsatz in den Instrumenten hervor. Die Schlussgruppe ist etwas erweitert. Exposition sowie Durchführung und Reprise werden wiederholt.

### Zweiter Satz: Specie d´un Canone in Contrapunto doppio. Andante
d-Moll / D-Dur, 2/4-Takt, 130 Takte, Violinen mit Dämpfer

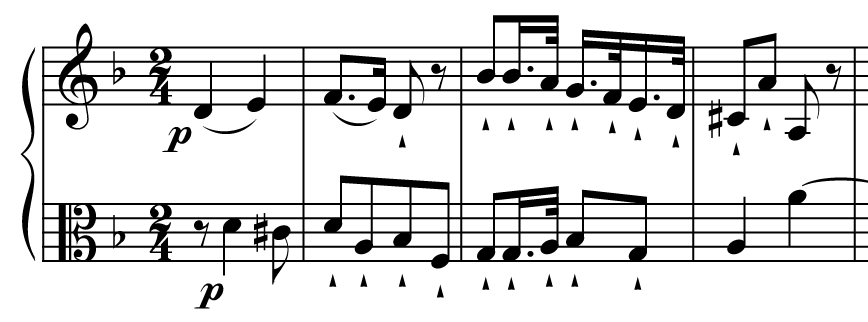
Thema mit Haupt- und Gegenstimme, Takt 1–4

Mögliche Satzgliederung: Variationssatz (Doppelvariation)
- A-Teil (Takt 1–30, d-Moll): Der A-Teil ist dreiteilig aufgebaut (Schema a-b-a´): Zunächst wird das achttaktige Thema, das durch punktierte Rhythmen und Wechsel von Staccato und Legato gekennzeichnet ist, vorgestellt. Ein Kanon im engeren Sinne, wie ihn die Satzüberschrift („Beispiel eines Kanons im doppelten Kontrapunkt“) vermuten lässt, liegt zwar nicht vor. Jedoch sind Hauptstimme (cantus firmus) und Gegenstimme (Kontrapunkt) so gesetzt, dass sie im Abstand einer Oktave miteinander vertauscht werden können[3]: So ist die Hauptstimme in Takt 1–8 in den Violinen, während Viola und Bass den Kontrapunkt spielen. Bei der Themenwiederholung Takt 9–16 spielen 2. Violine und Bass die Hauptstimme, die 1. Violine und Flöte die Gegenstimme (Kontrapunkt). Der zweite Abschnitt besteht aus einer vom bisherigen Material abgeleiteten sechstaktigen Passage (Takt 17–22), auf die als dritter Abschnitt wieder die Hauptstimme mit Kontrapunkt folgt, nun mit Begleitung auch der übrigen Holzbläser (Takt 22–30, Kontrapunkt in der Mittelstimme = 2. Violine + 2. Oboe, neuer Bass zur harmonischen Stabilisierung). Zweiter und dritter Abschnitt werden wiederholt.
- B-Teil (Takt 31–48, D-Dur): Als Kontrast zum vorigen, düster-unheimlichen d-Moll folgt nun ein Abschnitt mit sanglichem Thema in D-Dur, der nicht mehr kontrapunktisch gehalten ist. Ab Takt 41 treten die Bläser zu den Streichern und ergänzen die sonst eher karge Klangfarbe (Violinen mit Dämpfern). Der Abschnitt besteht wiederum aus zwei Teilen, die wiederholt werden.
- A-Teil Variante 1 (Takt 49–82, d-Moll): Zunächst spielen die Streicher die ersten vier Takte der Hauptstimme mit Kontrapunkt. Dann (Takt 53 ff.) wird der Kontrapunkt wiederholt, während die Hauptstimme in Figurationen aufgelöst ist. Diese Figurationen wandern nun auch durch die anderen Instrumente, in Takt 61/62 taucht kurz der Kopf vom Hauptthema in Originalgestalt auf (1. Oboe). Der zweite Abschnitt bringt eine Variante des Sechstakters von Takt 17 ff. In der anschließenden Wiederholung des Themas (dritter Abschnitt) ist die Hauptstimme in der 2. Violine in eine Figuration aufgelöst. Der zweite und dritte Abschnitt werden wiederholt.
- B-Teil Variante 1 (Takt 83–106): stellt eine figurative Variation des B-Teils dar. Besteht wiederum aus zwei Teilen, der zweite Teil wird wiederholt.
- A-Teil Variante 2 (Takt 107–130): „Reprise“ des A-Teils vom Satzanfang, jedoch mit chromatischer Variante beim mittleren Sechstakter. Der Satz verhaucht im Pianissimo.

### Dritter Satz: Menuett. Allegretto
D-Dur, 3/4-Takt, mit Trio 62 Takte

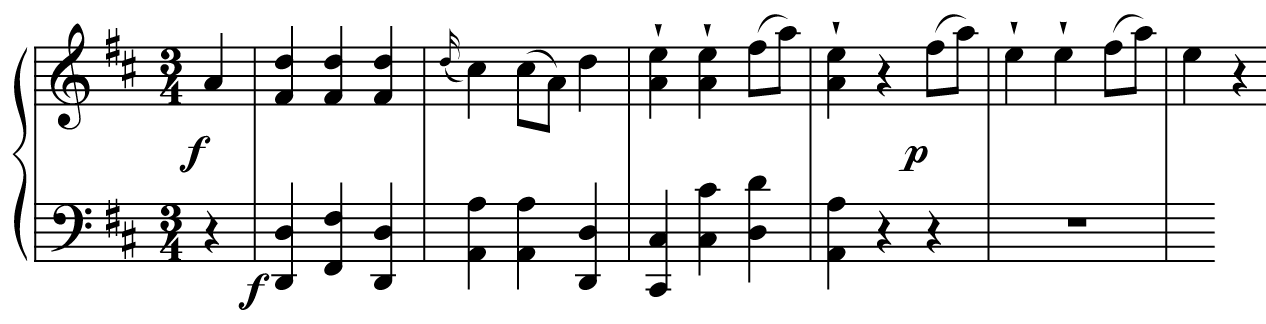
Beginn des Menuetts

Wie der erste Satz macht auch das recht rasche Menuett einen ouvertürenartig-festlichen Eindruck. Kennzeichnend für das auftaktige Hauptmotiv sind drei- und zweifache Tonrepetitionen; weiterhin fallen die Piano-Echos und die Wechsel zu e-Moll (Subdominant-Parallele am Ende des ersten Teils) und zur Subdominante G-Dur (Hauptmotiv zu Beginn des zweiten Teils) auf.
Das sehr melodische („bittersüße“) Trio steht ebenfalls in D-Dur und kontrastiert mit seiner sanglich-weichen Melodie in den Oboen und Streichern (in Gegenbewegung oder parallel geführt) im Piano bis Pianissimo zum Menuett.
Nach dem Trio wird das Menuett wie üblich wiederholt. Anschließend hat Haydn noch einen eigenständigen, abgetrennten und ausdrücklich als Coda bezeichneten Abschnitt angehängt, der das Hauptmotiv vom Menuett nochmals betont, sich dabei jedoch auf den Wechsel von Tonika und Dominante beschränkt.

### Vierter Satz: Finale. Allegro con brio
d-Moll, ab Takt 162 D-Dur, 2/2-Takt (alla breve), 194 Takte
Die ersten 26 Takte stellen eine Einleitung zur anschließenden (Tripel-)Fuge dar. Kennzeichnend ist ein Tonrepetitionsmotiv der 1. Violinen in hoher Lage (auf dem dreigestrichenen D), das jeweils unterschiedlich beantwortet wird: Die ersten beiden Male von einer zweitaktigen, schließenden Phrase der übrigen Streicher in tiefer Lage (davon Nr. 1 in Moll und Nr. 2 in Dur), das dritte Mal ist die Streicher-Antwort auf vier Takte erweitert und endet „offen“ auf der Dominante A-Dur. Beim vierten Einsatz wird das Tonrepetitionsmotiv überraschend forte und vom gesamten Orchester (Tutti) unisono gespielt, die zweitaktige, tiefe Streicher-Antwort führt nach g-Moll. In der fünften Variante ist die Antwort auf sechs Takte ausgedehnt (Tonrepetitionsmotiv wie anfangs) und endet wiederum „offen“ auf A-Dur, wo die Bewegung in Takt 26 mit einer Fermate zur Ruhe kommt.
Ab Takt 27 beginnt nun die Fuge a 3 Sogetti in Contrapunto doppio (= mit drei Themen in doppeltem Kontrapunkt). Die Streicher machen den Anfang mit der Vorstellung der drei „Themen“ (Motive):
- Motiv 1 (zuerst in Takt 27–28 in 2. Violine) mit vierfacher Tonrepetition (an die Tonrepetition der Einleitung erinnernd) und Quinte abwärts, Beginn auf erstem Viertelschlag des Taktes;
- Motiv 2 (zuerst in Takt 27–29 in 1. Violine) mit über den Takt ausgehaltener Note, Achtelschlag, Terz aufwärts und Quinte abwärts, Beginn auf drittem Viertelschlag des Taktes;
- Motiv 3 (zuerst in Takt 37–38 in Viola): mit Figur aus vier Tönen abwärts, dann Sekunde aufwärts, Beginn auf zweitem Viertelschlag des Taktes.

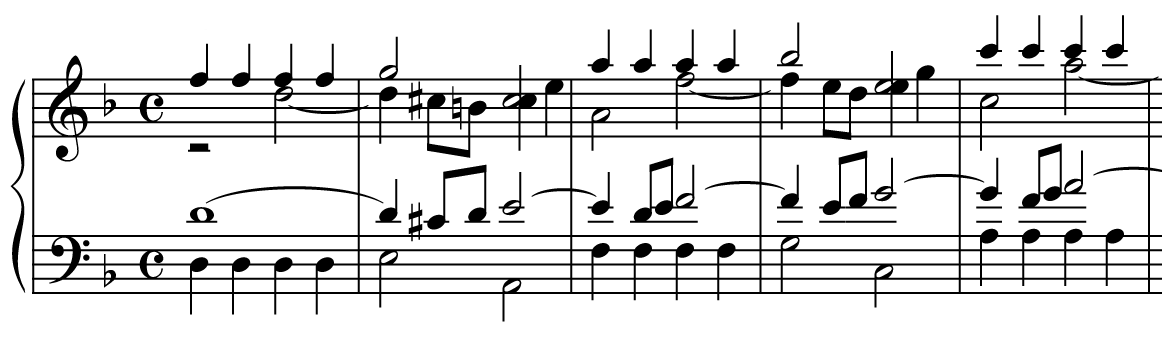
Ausschnitt Takt 44 ff.: ganzes Orchester setzt forte ein mit allen Motiven (Motiv 3 nicht dargestellt)

Ab Takt 44 setzt das gesamte Orchester ein. Die Themen werden von den Instrumenten imitatorisch aufgegriffen und in die verschiedensten Tonarten moduliert. Ab Takt 105 wird die Bewegung durch Vorherrschen von Viertelnoten gleichmäßig, dann folgt der für eine Fuge typische Orgelpunkt auf der Dominante (hier A-Dur), wodurch Haydn wieder zur Tonika d-Moll gelangt (Takt 135 ff.). In einem weiteren polyphonen Abschnitt werden die drei Motive dann nochmals verarbeitet (bis Takt 143).
Ab Takt 144 folgt ein Zwischenspiel, das den „Dialog“ zwischen hohen und tiefen Streichern aus der Einleitung wieder aufgreift. Einsatz 1 und 2 entsprechen dem der Einleitung. Einen starken, geradezu dramatischen Kontrast bildet im dritten Einsatz die unerwartete Rückung des Tonwiederholungsmotivs im Forte einen Halbtonschritt aufwärts (von D nach Es und dem folgenden Neapolitanischem Sextakkord, Takt 152/153). Die Antwort der Streicher in tiefer Lage ist mit acht Takten nochmals länger als die letzte, sechstaktige Antwort der Einleitung. Auch sie endet „offen“ auf der Dominante A-Dur.
Erneut folgt nun ein starker Kontrast in der Klangfarbe: Bis Takt 172 setzt das gesamte Orchester mit den drei Motiven ein, nun aber in strahlendem D-Dur.
Der letzte Abschnitt ist ähnlich wie die Einleitung aufgebaut, wodurch der Satz eine geschlossene Form bekommt. Einsatz 1 und 2 werden wiederholt (beide in Dur). Einsatz 5 besteht nur noch aus dem Tonrepetitionsmotiv: Die 1. Violinen spielen es zweimal, die Antwort in tiefer Lage bleibt jedoch aus. Stattdessen wird das Tonrepetitionsmotiv durch sich selbst beantwortet: bekräftigend im Forte und Unisono.